# 村头镇
村头镇，是中华人民共和国浙江省衢州市开化县下辖的一个乡镇级行政单位。

## 行政区划
村头镇下辖以下地区：
汇坑村、古竹村、牙田村、上边山村、富林村、青山村、大黄山村、芳林村、孔山村、士谷村、小溪边村、上村头村、前村头村、兴旺村、长庆村、石畈村、武源村、礼田村和前庄村。